# 潘松
潘松（はん　しょう、 Song Pan、 1975年11月3日-) は中国の遼寧省・丹東市出身の柔道選手。現役時代は100kg超級の選手。身長202cm。体重140kg。

## 人物
1990年代後半にはアトランタオリンピック95kg超級で5位となった205cm、145kgの劉勝剛とともに、中国の巨漢コンビとして活躍していた。1997年の世界選手権95kg超級では、3回戦でフランスのダビド・ドゥイエに敗れるも、敗者復活戦でポーランドのラファウ・クバツキを破るなどして3位となった。また、無差別では5位だった。1999年の世界選手権100kg超級では、準々決勝でドイツのフランク・モラーに敗れたが、敗者復活戦でロシアのタメルラン・トメノフに一本勝ちするなどして3位となった。しかし、翌年のシドニーオリンピックでは準々決勝でトメノフに敗れて7位に終わった。その後、2004年のアテネオリンピック及び2008年の北京オリンピックにも出場するが、それぞれ3回戦で敗れた。

## 主な戦績
(階級表記のない大会は全て95kg超級及び100kg超級での成績)
- 1997年 - ハンガリー国際　3位
- 1997年 - チェコ国際　3位
- 1997年 - ポーランド国際　優勝
- 1997年 - 東アジア大会　無差別　優勝
- 1997年 - 世界選手権　95kg超級　3位　無差別　5位
- 1998年 - 正力国際　無差別　2位
- 1998年 - アジア大会　2位
- 1999年 - オーストリア国際　3位
- 1999年 - アジア選手権　2位
- 1999年 - 世界選手権　3位
- 2000年 - シドニーオリンピック　7位
- 2001年 - 東アジア大会　無差別　2位